# アンリ・ル・フォーコニエ
アンリ・ル・フォーコニエ（Henri Victor Gabriel Le Fauconnier、1881年7月5日 - 1946年12月25日）はフランスの画家である。様々なスタイルの作品を残しているが、キュビスムの画家の一人として最も知られている。

## 略歴
フランス北部、パ＝ド＝カレー県のエスダン(Hesdin) の医師の息子に生まれた。法律を学ぶためにパリに出るが、美術に転じ、ジャン＝ポール・ローランスのスタジオで学んだ後、アカデミー・ジュリアンでも学んだ。1904年と1905年にアンデパンダン展に出展した。アンリ・マティスのような大胆な色使いの作品を描いた。1907年にはブルターニュのに移って海岸のプルマナック (Ploumanac'h)で活動した
1908年にパリに戻り、1909年にアルベール・グレーズやロベール・ドローネーといった画家と知り合った。1910年にワシリー・カンディンスキーに招待されてミュンヘン新芸術家協会のメンバーになった。1911年にイタリアに旅した。1911年に詩人で批評家のギョーム・アポリネールらの呼びかけに応じてアンデパンダン展の会場の一室を占拠しキュビスムのデモンストレーションを行った画家の一人となった。
1912年にジャック＝エミール・ブランシュの後任としてパリの私立の美術学校Académie de La Paletteの校長(chef d'atelier)に選ばれ、ジャン・メッツァンジェやアンドレ・デュノワイエ・ド・スゴンザック、オイゲニウス・ザク、ジャン＝フランシス・オービュルタンを講師に招いた。1912年にスペインで開かれた最初のキュビスムの展覧会に参加した。
1914年にオランダのドンブルク(Dombourg)に滞在している時に、第一次世界大戦中が始まるが、軍務に就くことを望まず1920年までオランダに滞在した。その後より伝統的なスタイルの絵画に回帰した。
1946年にパリで死去した。

## 作品

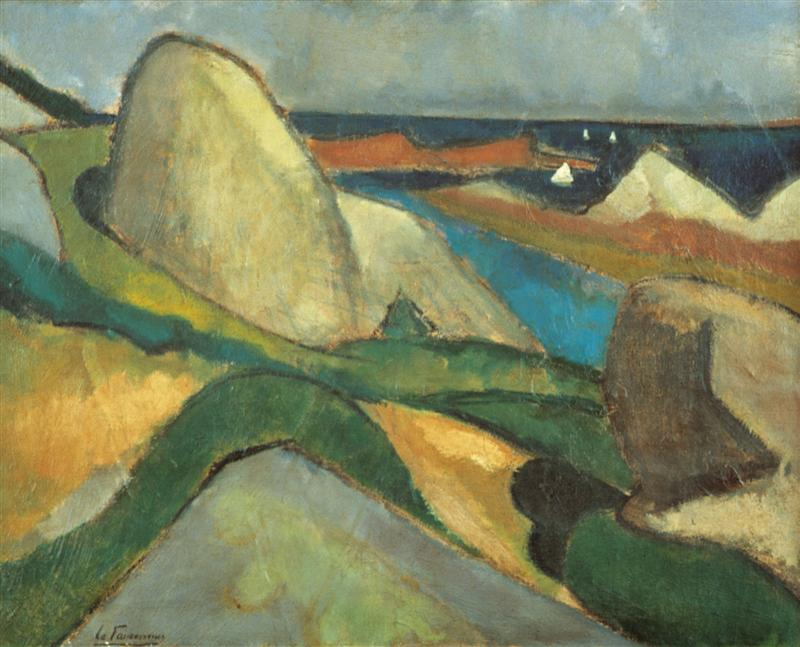
プルマナック (1908)
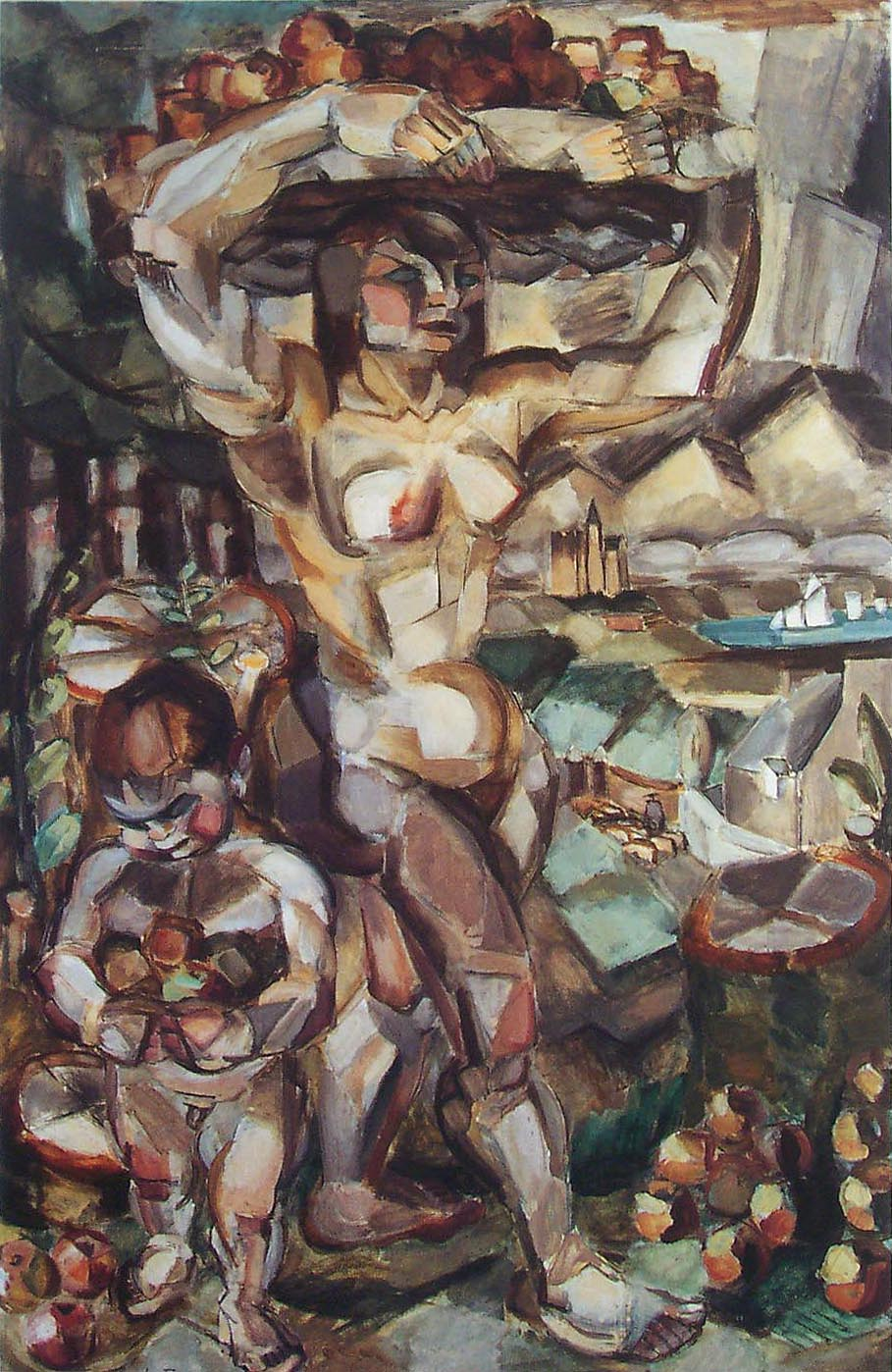
"Abundance" (1910/1911)
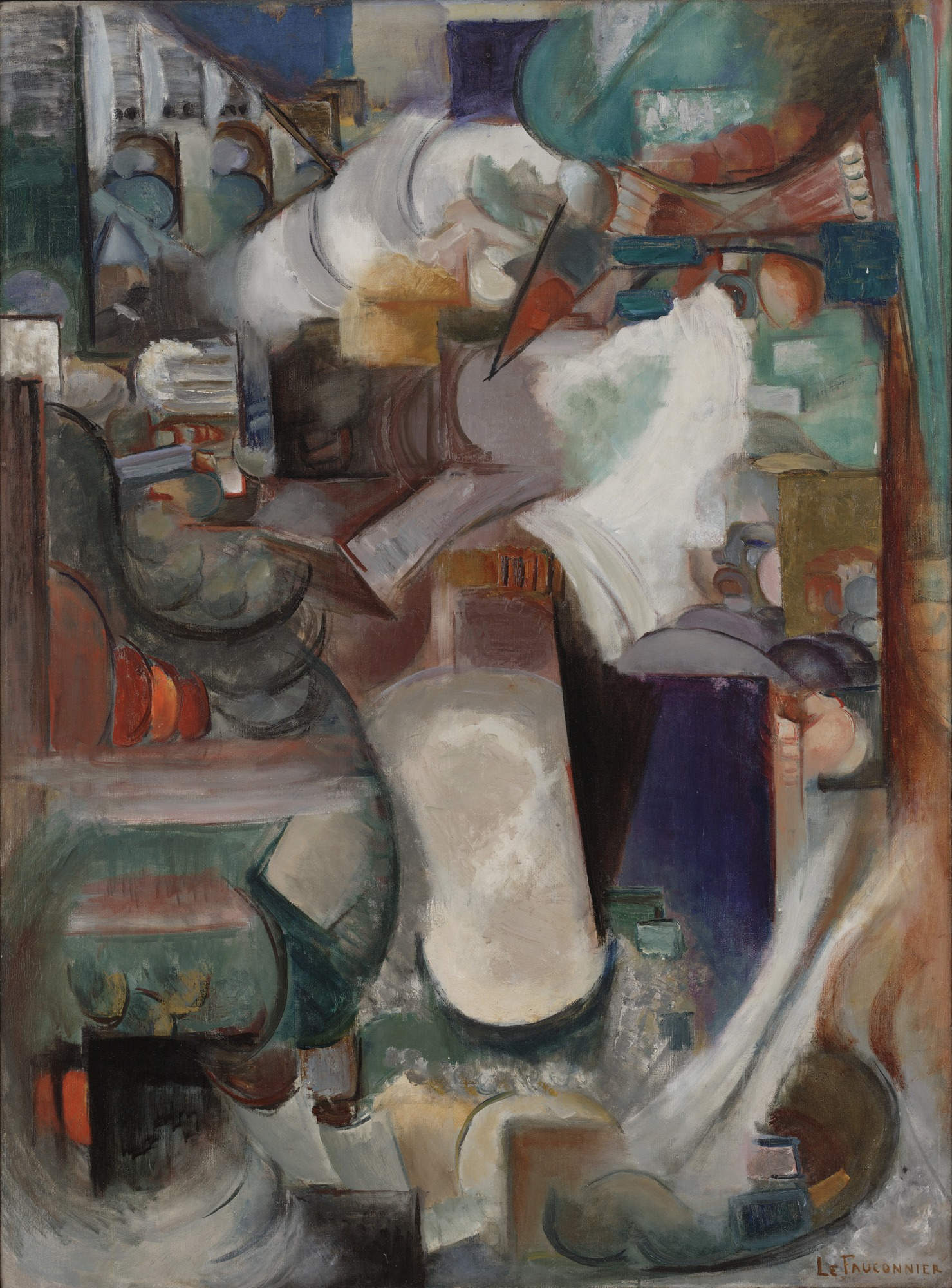
猟師(1912)
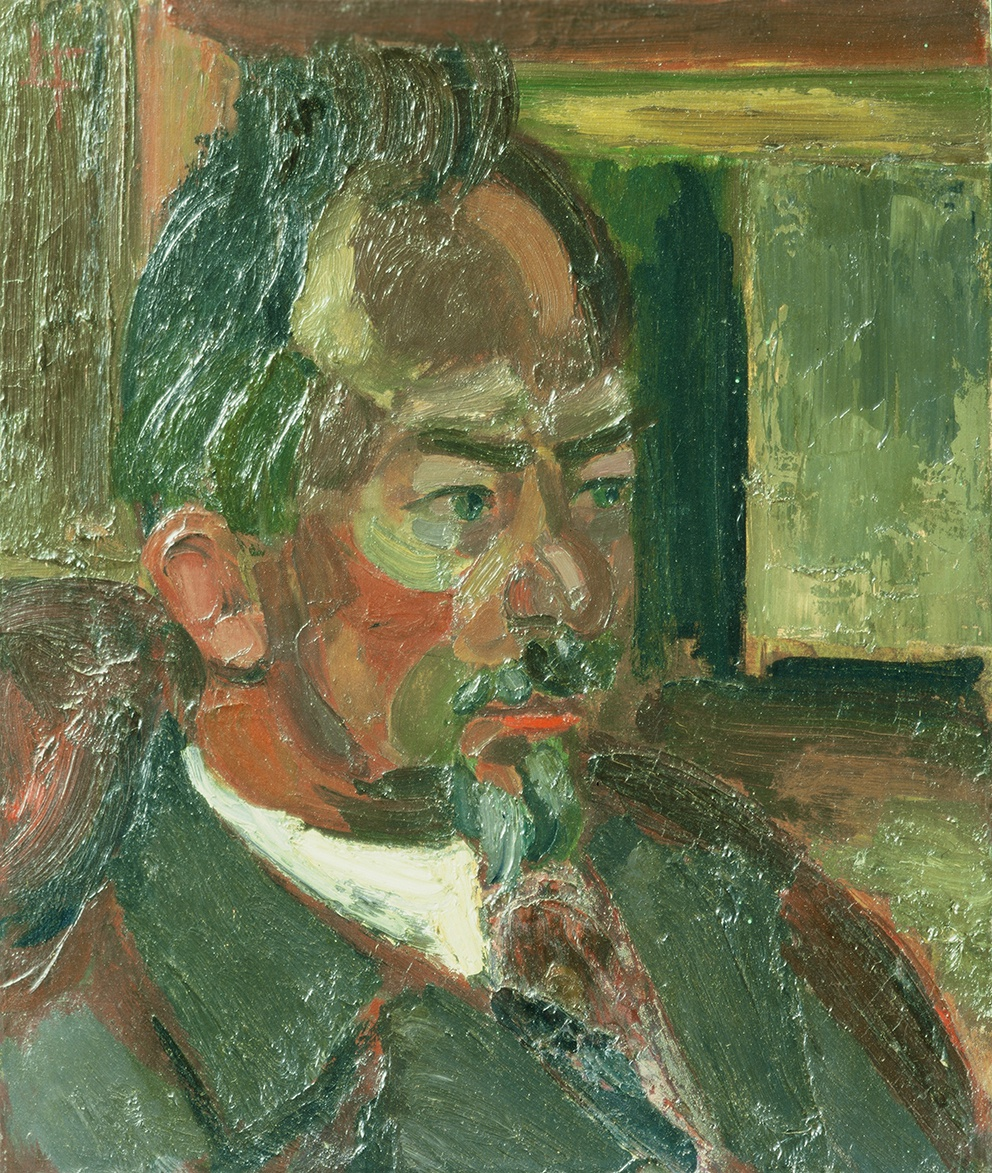
アルベルト・フェルウェー(オランダの詩人)の肖像画(1910年代)

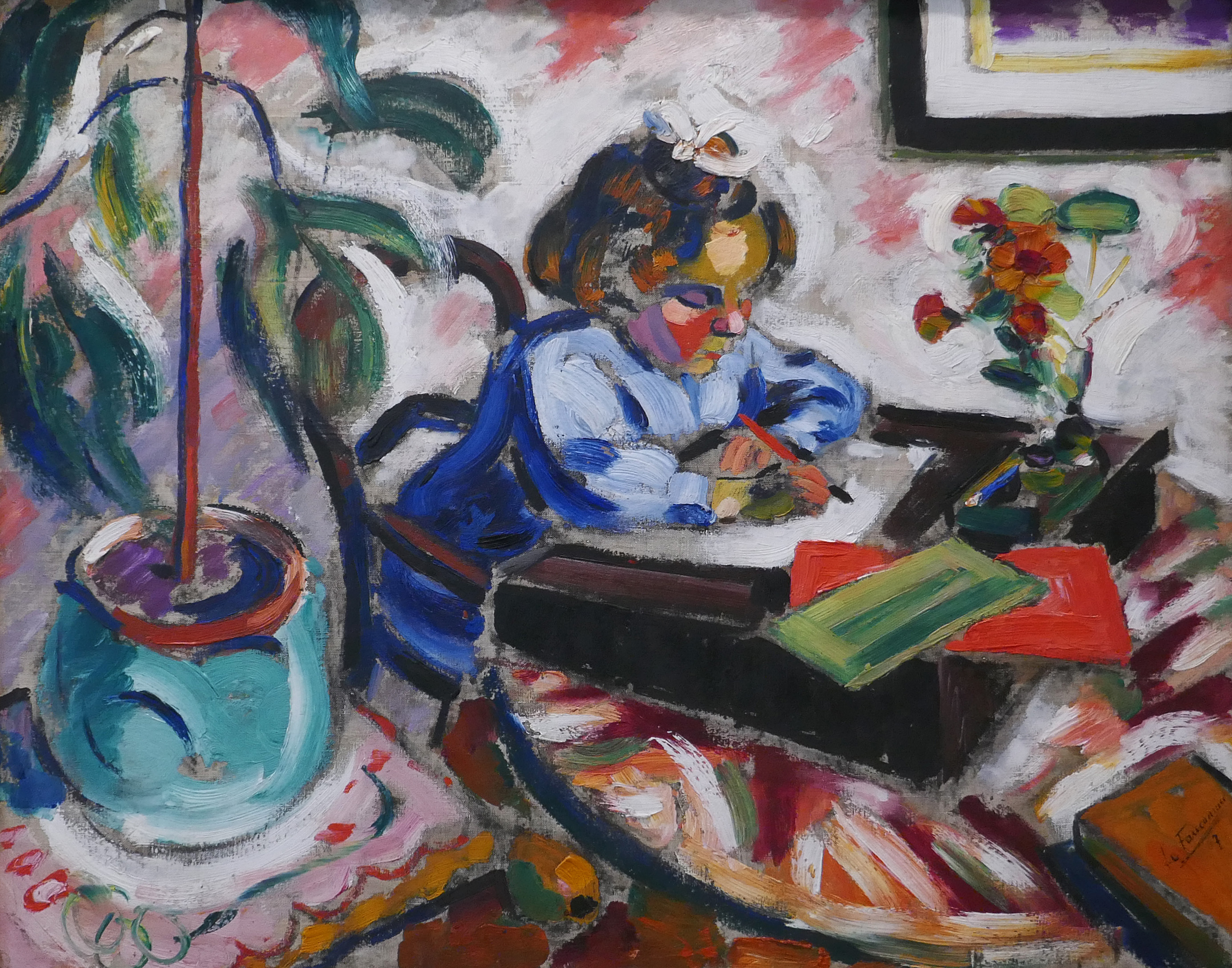
小さな学生 (1908)
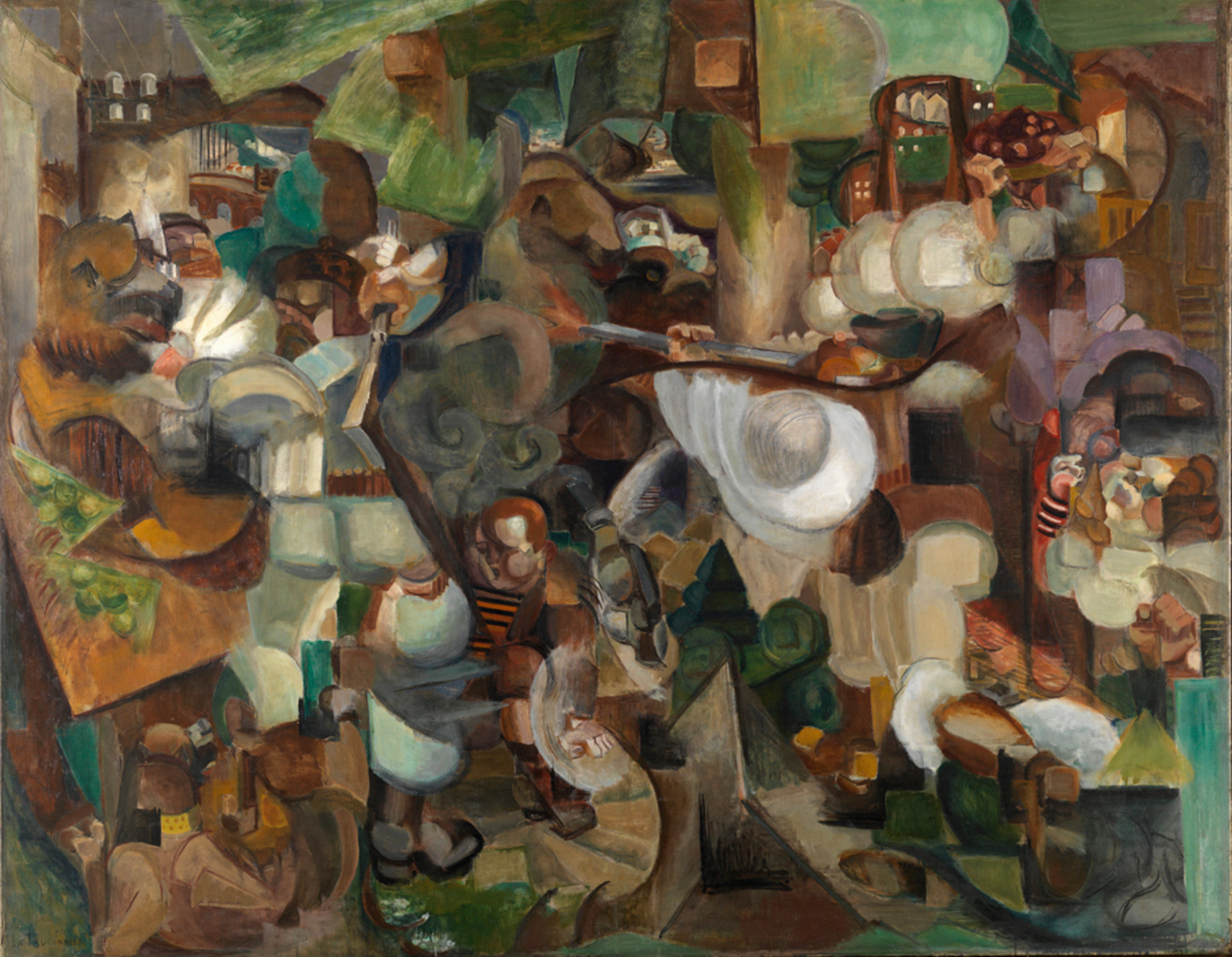
クマに襲われた村人 (1912)
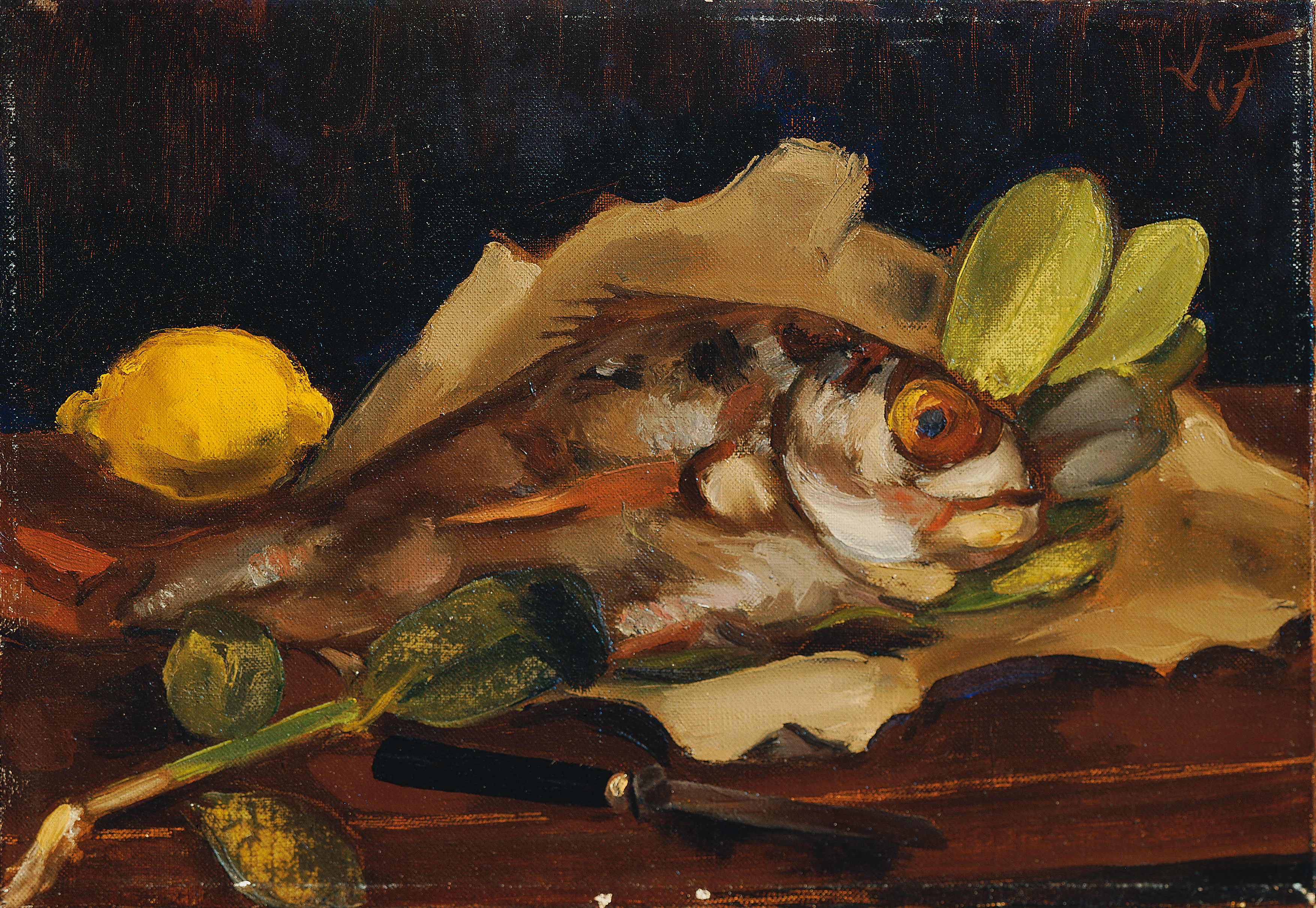
静物画 (1921)